# Сражение на равнине Ла-Гудинья
Сражение на равнине Ла-Гудинья (исп. La Gudiña) или у реки Кайя (порт. rio Caia) — одно из сражений во время Войны за испанское наследство, произошедшее 7 мая 1709 года на равнине Ла-Гудинья, недалеко от Кампо-Майор, на берегу реки Кайя, в котором англо-португальские войска, двигавшаяся из Португалии в направлении Мадрида, были остановлены армией короля Филиппа V.
В первой половине 1709 года Людовик XIV ввиду поражений, которые он потерпел на континенте, отозвал свои войска из Испании для борьбы во Франции. Этим решили воспользоваться союзники, чтобы начать наступление на Мадрид. Англия отправила 25 000 новых солдат в Испанию. Голуэй, командующий английскими войсками в Португалии, договорился с командующим португальской армией доном Антониу Луишем ди Соузой, 2-м маркизом Минашем о совместных действиях. Первой целью стал захват Бадахоса. 
Англо-португальская армия пересекла границу недалеко от крепости Кампу-Майор в направлении Бадахоса. Когда огромный обоз с припасами пересекал реку Кайя недалеко от Кампу-Майор, англо-португальская армия вступила в бой на равнине Ла-Гудинья с авангардом испанской кавалерии. Испанская пехота ещё не прибыла на поле боя.
Англо-португальцы, построившие девять мостов, чтобы пересечь реку Кайя, развернулись против испанцев. Англо-португальцы растянули левое крыло, чтобы воспользоваться своим численным превосходством и обойти противостоящее испанское крыло. Первой атаковала испанская кавалерия на правом фланге, хорошо обученная и очень опытная, которая захватила артиллерийскую батарею противника. Португальцы бежали. 
Лорд Голуэй затем предпринял контратаку, чтобы вернуть батарею тремя британскими полками. Испанские драгуны спешились и вступили в бой с англичанами, удержав позицию, а затем контратаковали. Лорд Голуэй сбежал, лорд Бэрримор и генерал Пирс были взяты в плен. Три полка были почти уничтожены, солдаты были убиты или взяты в плен. Испанская кавалерия начала преследование бегущего англо-португальского левого крыла, убив 1500 и взяв в плен 1000 человек.
Центр союзников, у которого больше не было кавалерии, также бежал ещё до того, как испанская пехота прибыла на поле боя. Он оставил всё снаряжение, все пушки и переправился обратно через реку Кайя, даже не разрушив мосты за собой, и бежал на Кампу-Майор.
Португальцы и британцы потерпели серьёзное поражение, потеряв около 1700 человек убитыми и ранеными, около 2300 пленных, 17 орудий, 15 знамён или штандартов, а также палатки и обоз. У испанцев было убито и ранено около 400 человек и 100 лошадей. Поход на Мадрид с целью свержения короля Филиппа V Бурбона провалился. 